# Il re pastore
Il re pastore („Der König als Hirte“) ist eine Serenata in zwei Akten von Wolfgang Amadeus Mozart (KV 208), deren bearbeitetes Libretto ursprünglich von Pietro Metastasio stammt. Sie behandelt eine Episode aus dem Leben Alexanders des Großen: die Erhebung von Abdalonymos zum König von Sidon.

## Orchesterbesetzung
Nach der Neuen Mozart-Ausgabe sieht das Orchester die folgenden Instrumente vor:
- Holzbläser: zwei Flöten, zwei Oboen bzw. Englischhörner, zwei Fagotte
- Blechbläser: vier Hörner, zwei Trompeten
- Violino principale (Solo-Violine)
- Streicher
- Pauken[2]
- Continuo in den Rezitativen: Cembalo, Violoncello

## Handlung
Die Handlung spielt in Phönizien 332 v. Chr. – Aminta freut sich auf die bevorstehende Heirat mit seiner Geliebten Elisa. Da kommt Alessandro vorbei, der soeben die phönizische Stadt Sidon von ihrem Tyrannen Strato befreit hat. Alessandro will den rechtmäßigen König von Sidon wieder einsetzen. Agenore teilt Alessandro mit, dass dieser König niemand anderes als Aminta ist, der von seiner Herkunft nichts weiß und unerkannt als Schäfer lebt. Alessandro will nun nicht nur Aminta zum König erheben, sondern ihm auch Tamiri, die Tochter des gestürzten Strato und Geliebte des Agenore, zur Frau geben. Während sich Agenore und Tamiri entschließen, aus Gründen der Vernunft dem Gebot des Königs zu folgen, und sich auch Elisa schon mit dem Verlust ihres Geliebten abgefunden hat, widersetzt sich Aminta: Er teilt Alessandro mit, dass er lieber auf den Thron als auf Elisa verzichtet. Der gerührte Alessandro stimmt nun zu, dass Aminta als König seine Elisa heiraten darf. Für Agenore und Tamiri, die so großen Edelmut bewiesen haben, will er ein anderes Königreich suchen, damit auch diese ihre Tugend als Herrscher unter Beweis stellen können.

## Musik
Il re pastore ist eine in ihren zeitgenössischen Konventionen gestaltete Serenata. Dies zeigt sich in der durchweg einfachen Diktion und Struktur der gesamten Partitur und der Themenwahl aus dem Kreis der idyllischen arkadischen Dichtung. Große dramatische Szenen und extreme Affekte fehlen. Stattdessen herrscht ein intimer, gemäßigter und ausgeglichener Ton vor. Die Formen sind knapp und konzentriert.
Die Ouvertüre ist einsätzig und geht ohne Unterbrechung in die erste Szene des ersten Aktes über. Dieses Andantino, eine Art Arioso in offener Form, verwendete Mozart später in einer rein instrumentalen Form als Binnenabschnitt wieder, als er die Ouverture zu einer durchkomponierten Sinfonie (ähnlich KV 318 und KV 184) erweiterte.
Der musikalische Höhepunkt der Oper ist Amintas Arie L' amerò, sarò costante im zweiten Akt, die durch eine solistische Violine und zwei Englischhörner eine ganz eigene Klangfarbe erhält. Amintas Arie Aer tranquillo im ersten Akt zeigt eine deutliche thematische Verwandtschaft zu dem ersten Satz von Mozarts Violinkonzert G-Dur KV 216.
Mozarts Musik zu Il re pastore wurde und wird oft als eher konventionelles Gelegenheitswerk bewertet (so etwa Wolfgang Hildesheimer). Andererseits wird auch die Auffassung vertreten, dass es sich um eine in ihrer jugendlichen Frische und Lebendigkeit meisterhafte Komposition handelt.

## Entstehung
Mozart erhielt den Auftrag zur Komposition von Il re pastore aus Anlass des Besuchs des Erzherzogs Maximilian Franz, eines Sohnes der Kaiserin Maria Theresia, beim Fürsterzbischof Hieronymus Colloredo in Salzburg. Das der Serenata zu Grunde liegende Libretto Metastasios von 1751 war ursprünglich dreiaktig. Mozart vertonte eine (vermutlich von Giambattista Varesco) bearbeitete und auf zwei Akte reduzierte Fassung. Mit der Komposition begann Mozart im März 1775. Die Uraufführung fand am 23. April 1775 statt. Über die Sänger ist nichts Genaues bekannt, es ist jedoch sehr wahrscheinlich, dass der Sopran-Kastrat Tommaso Consoli, der extra aus München angereist war, um einen Tag zuvor in Fischiettis Serenata Gli orti esperidi zu singen, auch in Mozarts Il re pastore mitwirkte, möglicherweise als Aminta.